# Funció beta

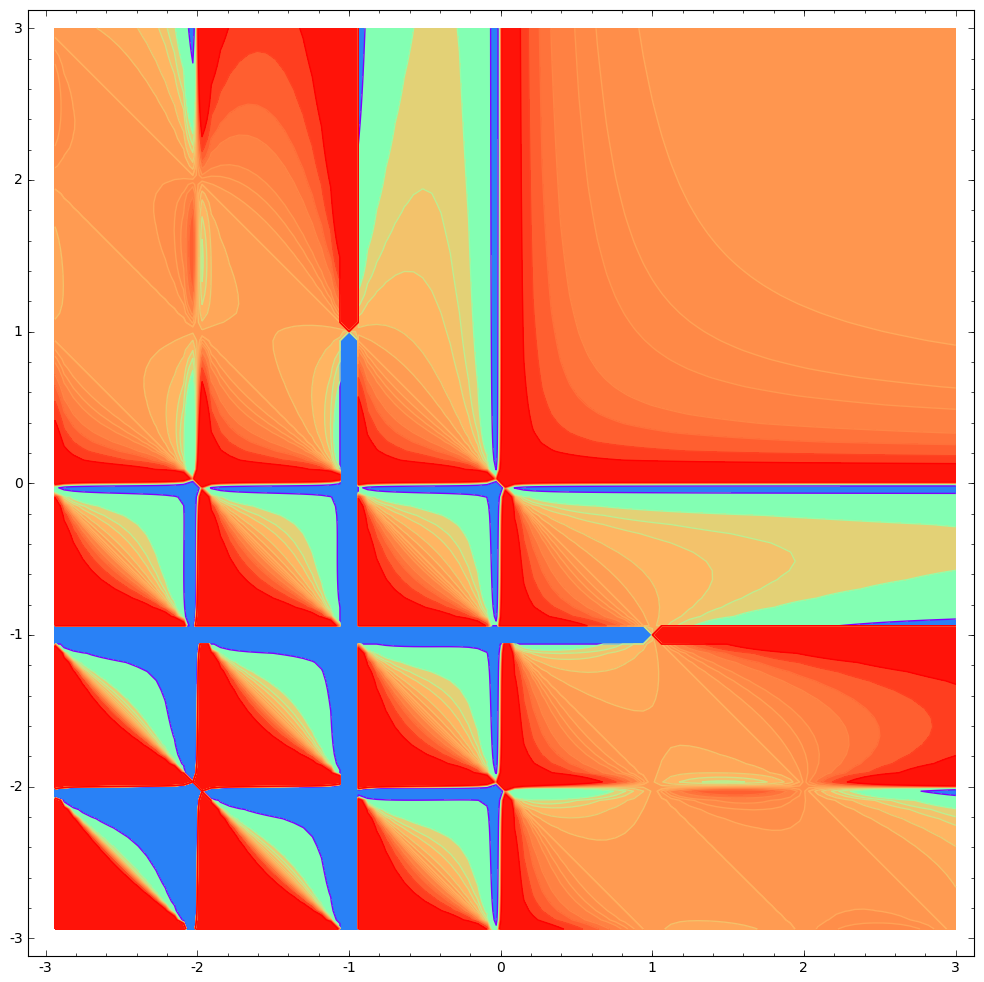
Isolínia de la funció beta

En matemàtiques, la funció beta, també anomenada funció beta d'Euler o integral d'Euler de primera classe, és un tipus d'integral d'Euler definida, per a dos nombres complexos {\displaystyle x} i {\displaystyle y} de parts reals estrictament positives ({\displaystyle \mathrm {Re} (x)>0,\ \mathrm {Re} (y)>0}), per:
La funció beta va ser estudiada per Euler i Legendre, però va ser Jacques Binet qui li va posar el nom; el símbol, Β, és una beta majúscula grega, que és semblant a la majúscula llatina B.
Es relaciona amb la funció gamma d'Euler.
{\displaystyle \mathrm {B} (x,y)={\frac {\Gamma (x)\,\Gamma (y)}{\Gamma (x+y)}}.}
També hi ha una versió de la funció beta incompleta (la funció beta incompleta) i una versió regularitzada de la mateixa (la funció beta incompleta regularitzada).

## Definició

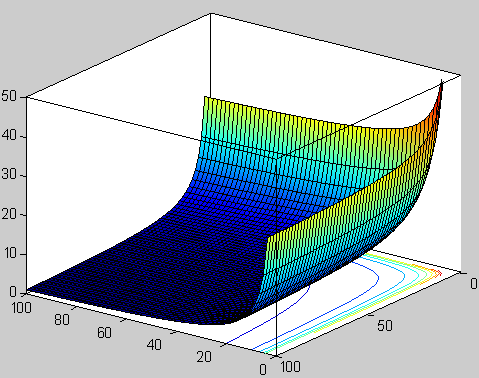
Una gràfica de la funció beta per a x i y positius

Donada una funció f, moltes vegades és útil expressar f (x +y) en termes de f (x) i f (y). Per exemple, per l'exponencial es té
{\displaystyle e^{x+y}=e^{x}\,e^{y}.}
Aquesta anàlisi, aplicat a la funció gamma, condueix a la definició de la funció beta. Per {\displaystyle x} i {\displaystyle y}, dos nombres complexos amb les seves parts reals positives ({\displaystyle \mathrm {Re} (x)>0,\ \mathrm {Re} (y)>0}), considerem el producte {\displaystyle \Gamma (x)\Gamma (y)}:
{\displaystyle \Gamma (x)\,\Gamma (y)=\int _{0}^{\infty }s^{x-1}\,e^{-s}\,ds\,\int _{0}^{\infty }t^{y-1}\,e^{-t}\,dt=\int _{0}^{\infty }\!\!\!\int _{0}^{\infty }s^{x-1}t^{y-1}\,e^{-s-t}\,ds\,dt}
Per escriure aquesta integral doble en coordenades polars, fem primer el canvi de variables {\displaystyle s=u^{2}} i {\displaystyle t=v^{2}}:
{\displaystyle \Gamma (x)\,\Gamma (y)=4\int _{0}^{\infty }\!\!\!\int _{0}^{\infty }u^{2x-1}v^{2y-1}\,e^{-(u^{2}+v^{2})}\,du\,dv.}
Passant a coordenades polars {\displaystyle u=r\cos \theta }, {\displaystyle v=r\sin \theta } s'obté d'aquesta integral doble
{\displaystyle \Gamma (x)\,\Gamma (y)=4\,\int _{0}^{\infty }\int _{0}^{\pi /2}r^{2(x+y-1)}e^{-r^{2}}\cos ^{2x-1}(\theta )\sin ^{2y-1}(\theta )\,r\,dr\,d\theta }
Fent {\displaystyle t=r^{2}} obtenim
{\displaystyle {\begin{aligned}\Gamma (x)\,\Gamma (y)&=2\,\int _{0}^{\infty }t^{x+y-1}e^{-t}\,dt\int _{0}^{\pi /2}\cos ^{2x-1}(\theta )\sin ^{2y-1}(\theta )\,d\theta \\&=2\Gamma (x+y)\int _{0}^{\pi /2}\cos ^{2x-1}(\theta )\sin ^{2y-1}(\theta )\,d\theta \end{aligned}}}
Definint la funció beta

{\displaystyle \mathrm {B} (x,y)=2\int _{0}^{\pi /2}\cos ^{2x-1}(\theta )\sin ^{2y-1}(\theta )\,d\theta ,}

s'obté
{\displaystyle \Gamma (x)\Gamma (y)=\Gamma (x+y)\,\mathrm {B} (x,y).}

## Propietats
La funció beta és simètrica, el que significa que
{\displaystyle \mathrm {B} (x,y)=\mathrm {B} (y,x).}
Una propietat fonamental de la funció beta és la seva relació amb la funció gamma; la prova es dona a continuació, en la secció sobre la relació entre la funció gamma i funció beta
{\displaystyle \mathrm {B} (x,y)={\frac {\Gamma (x)\,\Gamma (y)}{\Gamma (x+y)}}.}
Quan {\displaystyle x} i {\displaystyle y} són nombres enters positius, es desprèn de la definició de la funció gamma Γ que:
{\displaystyle {\begin{aligned}\mathrm {B} (x,y)&={\dfrac {(x-1)!\,(y-1)!}{(x+y-1)!}}\\[6pt]\mathrm {B} (x,y)&=2\int _{0}^{\pi /2}(\sin \theta )^{2x-1}(\cos \theta )^{2y-1}\,d\theta ,&&\mathrm {Re} (x)>0,\ \mathrm {Re} (y)>0\\[6pt]\mathrm {B} (x,y)&=\int _{0}^{\infty }{\frac {t^{x-1}}{(1+t)^{x+y}}}\,dt,&&\mathrm {Re} (x)>0,\ \mathrm {Re} (y)>0\\[6pt]\mathrm {B} (x,y)&=\sum _{n=0}^{\infty }{\frac {\binom {n-y}{n}}{x+n}},\\[6pt]\mathrm {B} (x,y)&={\frac {x+y}{xy}}\prod _{n=1}^{\infty }\left(1+{\dfrac {xy}{n(x+y+n)}}\right)^{-1},\end{aligned}}}
La funció beta satisfà diverses identitats interessants, incloent:
{\displaystyle {\begin{aligned}&\mathrm {B} (x,y)=\mathrm {B} (x,y+1)+\mathrm {B} (x+1,y),\\[6pt]&\mathrm {B} (x+1,y)=\mathrm {B} (x,y)\cdot {\dfrac {x}{x+y}},\\[6pt]&\mathrm {B} (x,y+1)=\mathrm {B} (x,y)\cdot {\dfrac {y}{x+y}},\\[6pt]&\mathrm {B} (x,1-x)={\frac {\pi }{\sin(\pi x)}},\quad x\not \in \mathbb {Z} ,\\[6pt]&\mathrm {B} (x,y)\cdot \mathrm {B} (x+y,1-y)={\frac {\pi }{x\sin(\pi y)}},\\[6pt]&\mathrm {B} (x,y)\cdot \left(t\mapsto t_{+}^{x+y-1}\right)={\Big (}t\to t_{+}^{x-1}{\Big )}*{\Big (}t\to t_{+}^{y-1}{\Big )},\quad x\geq 1,y\geq 1.\end{aligned}}}
on t ↦ tx
+ és la funció exponencial truncada, i {\displaystyle *} designa la convolució.
La identitat relativa a {\displaystyle \mathrm {B} (x,1-x)} mostra en particular que {\displaystyle \Gamma \left({\tfrac {1}{2}}\right)={\sqrt {\pi }}}. Algunes d'aquestes identitats, per exemple la fórmula trigonomètrica, es pot aplicar al derivar el volum d'una n-esfera en coordenades cartesianes.
La integral d'Euler integral de la funció beta pot ser convertida en una integral C sobre el contorn de Pochhammer com
{\displaystyle \left(1-e^{2\pi i\alpha }\right)\left(1-e^{2\pi i\beta }\right)\mathrm {B} (\alpha ,\beta )=\int _{C}t^{\alpha -1}(1-t)^{\beta -1}\,dt.}
Aquesta integral del contorn de Pochhammer convergeix per a tots els valors de α i β, i així dona la continuació analítica de la funció beta.
De la mateixa manera que la funció gamma per a enters descriu factorials, la funció beta pot definir un coeficient binomial després d'ajustar els índexs:
{\displaystyle {\binom {n}{k}}={\frac {1}{(n+1)\mathrm {B} (n-k+1,k+1)}}.}
Si {\displaystyle x} i y són nombres enters positius, aquesta equació pot reescriure en termes de factorials o coeficient binomial:
{\displaystyle {\frac {x+y}{xy\mathrm {B} (x,y)}}={\frac {(x+y)!}{x!~y!}}={x+y \choose x}.}
D'altra banda, per al sencer n, Β pot ser un factor per donar una forma tancada, una funció d'interpolació per a valors continus de k:
{\displaystyle {\binom {n}{k}}=(-1)^{n}\,n!\cdot {\frac {\sin(\pi k)}{\pi \displaystyle \prod _{i=0}^{n}(k-i)}}.}
Si {\displaystyle x} i {\displaystyle y} són racionals i si {\displaystyle x} o {\displaystyle y}, o {\displaystyle x} + {\displaystyle y} no són nombres enters, llavors Β (x, y) és un nombre transcendent.
La funció beta va ser la primera amplitud de dispersió coneguda en la teoria de cordes, conjecturada per primera vegada per Gabriele Veneziano. També es presenta en la teoria del procés de connexió preferencial, un tipus de procés d'urna estocàstic.

## Relació entre la funció gamma i funció beta
Una simple derivació de la relació es pot trobar en el llibre d'Emil Artin The Gamma Function, pàgina 18-19.
Per a derivar la representació integral de la funció beta, s'escriu el producte de dos factorials com
{\displaystyle {\begin{aligned}\Gamma (x)\Gamma (y)&=\int _{u=0}^{\infty }\ e^{-u}u^{x-1}\,du\cdot \int _{v=0}^{\infty }\ e^{-v}v^{y-1}\,dv\\[6pt]&=\int _{v=0}^{\infty }\int _{u=0}^{\infty }\ e^{-u-v}u^{x-1}v^{y-1}\,du\,dv.\end{aligned}}}
Canviant les variables u = f(z,t) = zt i v = g(z,t) = z(1 − t), mostra que això és
{\displaystyle {\begin{aligned}\Gamma (x)\Gamma (y)&=\int _{z=0}^{\infty }\int _{t=0}^{1}e^{-z}(zt)^{x-1}(z(1-t))^{y-1}{\big |}J(z,t){\big |}\,dt\,dz\\[6pt]&=\int _{z=0}^{\infty }\int _{t=0}^{1}e^{-z}(zt)^{x-1}(z(1-t))^{y-1}z\,dt\,dz\\[6pt]&=\int _{z=0}^{\infty }e^{-z}z^{x+y-1}\,dz\cdot \int _{t=0}^{1}t^{x-1}(1-t)^{y-1}\,dt\\&=\Gamma (x+y)\,\mathrm {B} (x,y),\end{aligned}}}
on |J(z,t)| és el valor absolut del determinant jacobià de u = f(z,t) i v = g(z,t).
La identitat indicada pot ser vista com un cas particular de la identitat de la integral d'una convolució. Prenent
{\displaystyle {\begin{aligned}f(u)&:=e^{-u}u^{x-1}1_{\mathbb {R} _{+}}\\g(u)&:=e^{-u}u^{y-1}1_{\mathbb {R} _{+}},\end{aligned}}}
s'obté
{\displaystyle \Gamma (x)\Gamma (y)=\int _{\mathbb {R} }f(u)\,du\cdot \int _{\mathbb {R} }g(u)\,du=\int _{\mathbb {R} }(f*g)(u)\,du=\mathrm {B} (x,y)\,\Gamma (x+y).}

## Derivades
Tenim
{\displaystyle {\frac {\partial }{\partial x}}\mathrm {B} (x,y)=\mathrm {B} (x,y)\left({\frac {\Gamma '(x)}{\Gamma (x)}}-{\frac {\Gamma '(x+y)}{\Gamma (x+y)}}\right)=\mathrm {B} (x,y){\big (}\psi (x)-\psi (x+y){\big )},}
on ψ(x) és la funció digamma.

## Integrals
La integral de Nørlund-Rice és una integral de contorn que conté la funció beta.
{\displaystyle \sum _{k=\alpha }^{n}{n \choose k}(-1)^{k}f(k)=-{\frac {1}{2\pi i}}\oint _{\gamma }B(n+1,-z)f(z)\,\mathrm {d} z}

## Aproximació
L'aproximació de Stirling dona la fórmula asimptòtica
{\displaystyle \mathrm {B} (x,y)\sim {\sqrt {2\pi }}{\frac {x^{x-1/2}y^{y-1/2}}{({x+y})^{x+y-1/2}}}}
per a {\displaystyle x} i {\displaystyle y} grans. Si per contra {\displaystyle x} és gran i {\displaystyle y} és fixa, llavors
{\displaystyle \mathrm {B} (x,y)\sim \Gamma (y)\,x^{-y}.}

## La funció beta incompleta
La funció beta incompleta, una generalització de la funció beta, es defineix com
{\displaystyle \mathrm {B} (x;\,a,b)=\int _{0}^{x}t^{a-1}\,(1-t)^{b-1}\,dt.}
Per x = 1, la funció beta incompleta coincideix amb la funció beta completa. La relació entre les dues funcions és com la que hi ha entre la funció gamma i la seva generalització de la funció gamma incompleta.
La funció beta incompleta regularitzada (o funció beta regularitzada per abreujar) es defineix en termes de la funció beta incompleta i la funció beta completa:
{\displaystyle I_{x}(a,b)={\frac {\mathrm {B} (x;\,a,b)}{\mathrm {B} (a,b)}}.}
La funció beta incompleta regularitzada és la funció de distribució acumulativa de la distribució Beta, i es relaciona amb la funció de distribució acumulativa d'una variable aleatòria X d'una distribució binomial, on la «probabilitat d'èxit» és p i la mida de la mostra és n:
{\displaystyle F(k;\,n,p)=\Pr \left(X\leq k\right)=I_{1-p}(n-k,k+1)=1-I_{p}(k+1,n-k).}

### Propietats
{\displaystyle {\begin{aligned}I_{0}(a,b)&=0\\I_{1}(a,b)&=1\\I_{x}(a,1)&=x^{a}\\I_{x}(1,b)&=1-(1-x)^{b}\\I_{x}(a,b)&=1-I_{1-x}(b,a)\\I_{x}(a+1,b)&=I_{x}(a,b)-{\frac {x^{a}(1-x)^{b}}{a\mathrm {B} (a,b)}}\\I_{x}(a,b+1)&=I_{x}(a,b)+{\frac {x^{a}(1-x)^{b}}{b\mathrm {B} (a,b)}}\end{aligned}}}

## Funció beta multivariable
La funció beta es pot estendre a una funció amb més de dos arguments:
{\displaystyle \mathrm {B} (\alpha _{1},\alpha _{2},\ldots \alpha _{n})={\frac {\Gamma (\alpha _{1})\,\Gamma (\alpha _{2})\cdots \Gamma (\alpha _{n})}{\Gamma (\alpha _{1}+\alpha _{2}+\cdots +\alpha _{n})}}.}
Aquesta funció beta multivariable s'utilitza en la definició de la distribució de Dirichlet.

## Implementació al programari
Fins i tot si no estan disponibles directament, els valors de la funció beta completa i incompleta es poden calcular utilitzant les funcions que se solen incloure en els sistemes de fulls de càlcul o àlgebra computacional. Per exemple, en Excel, el valor de la funció beta completa es pot calcular a partir de la funcióGammaLn:
Value = Exp(GammaLn(a) + GammaLn(b) − GammaLn(a + b))
El valor de la funció beta incompleta es pot calcular com:
Value = BetaDist(x, a, b) * Exp(GammaLn(a) + GammaLn(b) − GammaLn(a + b)).
Aquests resultats es dedueixen de les propietats esmentades anteriorment.
De la mateixa manera, betainc (funció beta incompleta) en MATLAB and GNU Octave, pbeta (probabilitat de distribució beta) en R, o special.betainc en paquet SciPy de Python, calcula la funció beta incompleta, que és de fet, la distribució beta acumulativa regularitzada i així, per obtenir la funció beta incompleta real, cal multiplicar el resultat de betainc pel resultat retornat per la funció beta corresponent.